# Gare centrale de Sofia
La gare centrale de Sofia (bulgare : Централна железопътна гара София) est la principale gare ferroviaire de passagers de Sofia, la capitale de la  Bulgarie, ainsi que la plus grande gare ferroviaire du pays. Elle est située à un kilomètre au nord du centre-ville après Lavov most, sur le boulevard Marie Louise, à proximité immédiate de la gare routière centrale de Sofia.

## Histoire

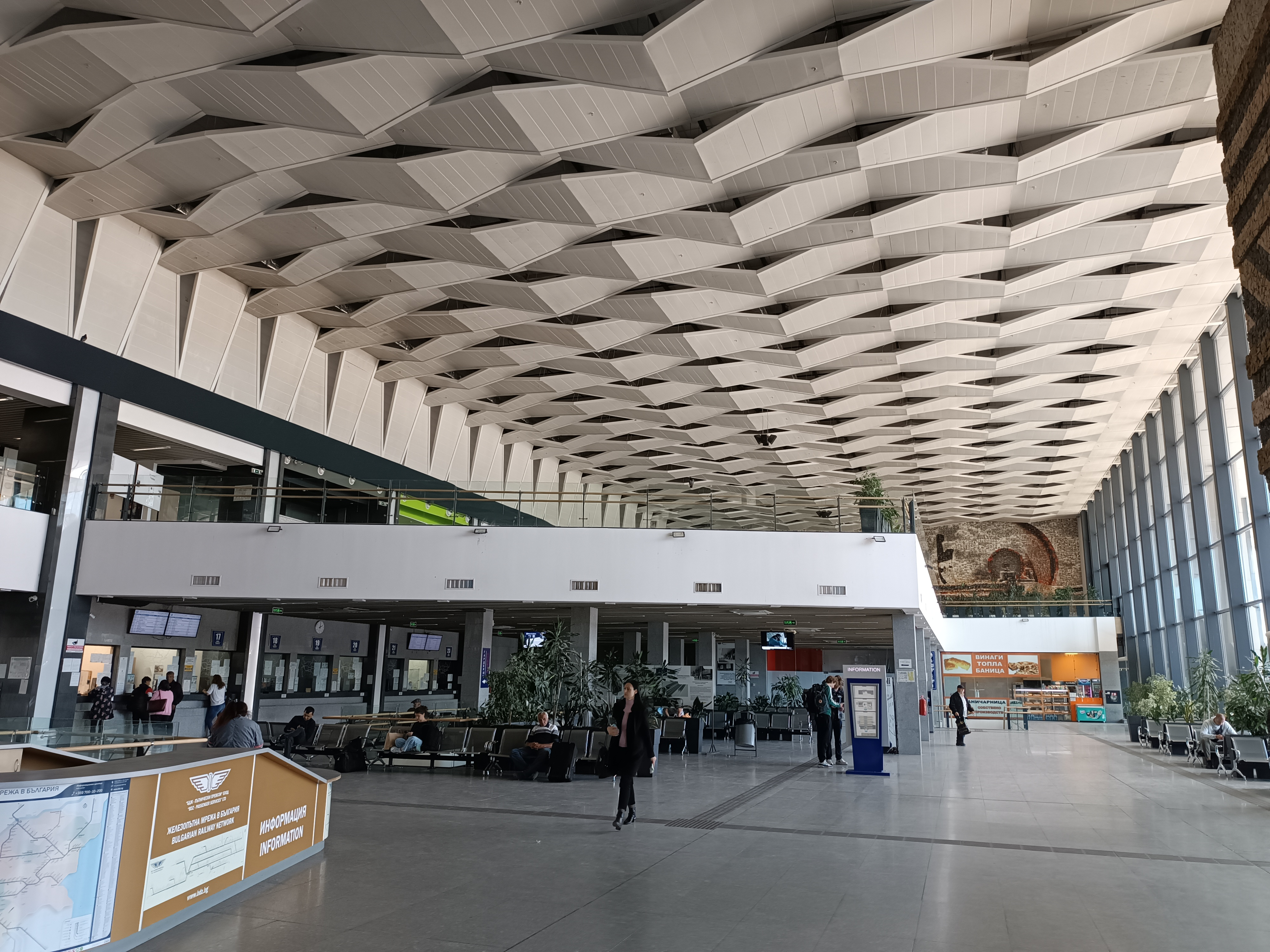
Intérieur de la gare centrale en 2024.

Le bâtiment d'origine de la gare ferroviaire a été inauguré le 1er août 1888 pour desservir la ligne Tsaribrod - Sofia - Vakarel, la première ligne des chemins de fer bulgares entièrement construite par des ingénieurs bulgares. Le bâtiment a été conçu par les architectes tchèques Antonín Kolář et Václav Prošek, ainsi que Marinov, et construit avec la participation de spécialistes italiens sous la direction d'Ivan Grozev entre 1882 et 1888. C'était un bâtiment d'un étage, de quatre vingt seize mètres de long et douze mètres de large, avec une petite tour de l'horloge regardant vers Vitosha sur sa façade et un deuxième étage dans les parties ouest et est. Le premier chef de gare était Yosif Karapirov. La gare de Sofia a été rénovée et agrandie à plusieurs reprises. Lorsque la gare de Poduyane a été construite en 1948, la gare de Sofia a été rebaptisée gare centrale.
L'ancien bâtiment a été complètement démoli le 15 avril 1974, car la construction d'une nouvelle gare centrale brutaliste avait commencé en 1971. La gare a été ouverte le 6 septembre 1974, après avoir été conçue par la société Transproekt avec comme architecte principal Milko Bechev. Le batîment compte trois cent soixante cinq pièces, et a été construit principalement en marbre blanc.
La gare centrale et la place qui lui fait face ont été essentiellement rénovées et reconstruites dans les années 2000 sous Milan Dobrev, et des éléments de structure tendue dans le même style que le stade olympique de Munich ont été ajoutés, ensuite démontés.
Le 22 août 2013, un contrat de rénovation de 62 millions de lev a été signé, et achevé en 2016.

## Service des voyageurs

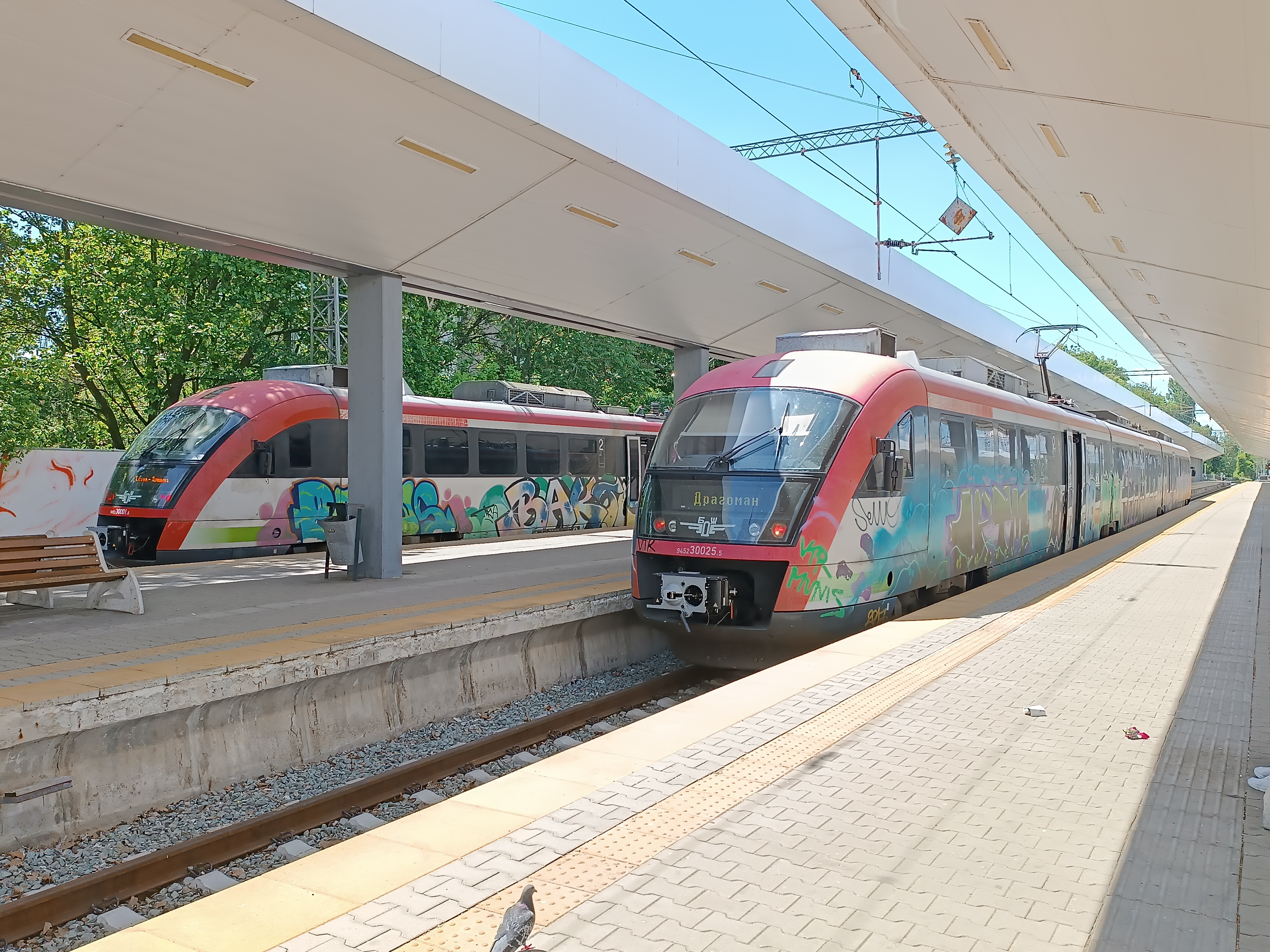
Trains BDZ en gare de Sofia en 2024.

### Desserte
La gare de Sofia dessert sans changement les destinations suivantes:
| Direction précédente | Gare précédente | Ligne                  | Gare suivante   | Direction suivante |
| -------------------- | --------------- | ---------------------- | --------------- | ------------------ |
| Terminus             | Terminus        | Istanbul-Sofia Express | Iskarsko Shose  | Dimitrovgrad       |
| Terminus             | Terminus        | Sables d'or            | Mezdra          | Varna              |
| Terminus             | Terminus        | BDŽ                    | Zaharna Fabrika | Kulata             |
| Plovdiv              | Poduyane        | Yantra                 | Svogué          | Gorna Orjahovica   |
| Terminus             | Terminus        | BDŽ Rapid              | Poduyane        | Svilengrad         |
| Terminus             | Terminus        | BDŽ                    | Poduyane        | Ihtiman            |
| Terminus             | Terminus        | BDŽ                    | Sofia Sever     | Karlovo            |
| Terminus             | Terminus        | BDŽ                    | Sofia Sever     | Vidin              |
| Terminus             | Terminus        | BDŽ                    | Poduyane        | Bourgas            |
| Terminus             | Terminus        | BDŽ                    | Zaharna Fabrika | Blagoevgrad        |
| Terminus             | Terminus        | BDŽ                    | Vladaja         | Petrich            |

Les liaisons internationales suivantes sont desservies: Istanbul via Dimitrovgrad, Svilengrad et Kapikule ; Dimitrovgrad via Kalotina Zapad ; Bucarest via Dimitrovgrad, Gorna Orjahovica et Ruse ; Craiova via Vidin et Golenţi. La ligne vers Thessalonique est actuellement suspendue.

### Intermodalité
Le service de bus de la ville dispose d'arrêts desservis par les lignes 60, 74, 77, 78, 82, 85, 101, 213, 214, 285, 305, 404, 413. Des services de bus régionaux et internationaux sont assurés à la gare routière centrale de Sofia, qui se trouve à côté de la gare. 
La gare est également desservie par le tramway de Sofia, lignes 1, 3, 6, 7, 12 et la ligne 2 du métro de Sofia dispose d'une station à proximité.